# Dalbergia volubilis
Dalbergia volubilis là một loài thực vật có hoa trong họ Đậu. Loài này được Roxb. miêu tả khoa học đầu tiên.